# Fertilità (agricoltura)
La fertilità in agricoltura è la capacità di un dato terreno di produrre dei prodotti agricoli ed è composta dall'insieme delle sue caratteristiche fisiche, chimiche e biologiche.
- Per fertilità fisica si intendono le caratteristiche fisiche del terreno ravvisabili nella tessitura, cioè la proporzione delle varie categorie dimensionali (sabbia, limo, argilla), la struttura e disposizione delle componenti granulometriche che vanno a determinare ad esempio una struttura glomerulare o compatta; la porosità che consente la giusta aerazione del suolo, la densità, la tenacità.
- La fertilità chimica, oltre ad identificare la dotazione in elementi minerali nutritivi, comprende anche le proprietà chimiche che essi vanno ad influenzare, come ad esempio la reazione, la capacità di scambio cationico, i processi di fissazione e retrogradazione degli elementi.
- Infine la fertilità biologica è ravvisabile nella quantità di sostanza organica, ma soprattutto nella presenza di microorganismi: le attività che svolgono nel terreno, come la decomposizione della sostanza organica e la sua successiva umificazione e mineralizzazione, ma anche la mediazione pianta-nutrienti, sono di fondamentale importanza.

La fertilità del suolo può venire preservata e migliorata, ma anche danneggiata, attraverso particolari tecniche e pratiche di coltivazione, come la concimazione, l'irrigazione  e le lavorazioni. Ad esempio, alcune lavorazioni del terreno ripristinano o migliorano la struttura, ma anche la circolazione dell'aria, importante per i microorganismi e l'attività delle piante, e dell'acqua, sia in eccesso sia per facilitare l'assorbimento degli elementi nutritivi.
La fertilità complessiva del suolo può essere determinata mediante molteplici analisi, sia semplicemente visive sia di laboratorio. Queste ultime sono spesso costose e comportano una buona conoscenza tecnica per predisporle e interpretarle. A queste si sono affiancate tecniche semplici e poco costose, ma comunque di una buona precisione, come il metodo messo a punto dalla Facoltà di Agraria dell'Università di Padova denominato "Fertimetro" e che costituisce un indicatore dell'attività microbiologica, con alcune indicazioni in relazione ai nutrienti e di buona correlazione con la produzione futura delle colture.